# Panolis flavescens
Panolis flavescens là một loài bướm đêm trong họ Noctuidae.